# غلة غاه (زلاغي الغربي)
غلة غاه (بالفارسية: گله گه) هي قرية تقع في إيران في قسم زلاغي الغربي الریفي. يقدر عدد سكانها بـ 28 نسمة .